# Фомичёв, Иван Васильевич
Иван Васильевич Фомичёв (1919—1980) — старшина Советской Армии, участник Великой Отечественной войны, Герой Советского Союза (1945).

## Биография
Иван Фомичёв родился 20 января 1919 года в деревне Турково (ныне — Сосновский район Нижегородской области). После окончания трёх классов школы работал в колхозе. В 1939 году Фомичёв был призван на службу в Рабоче-крестьянскую Красную Армию. С июля 1944 года — на фронтах Великой Отечественной войны. В боях три раза был ранен.
К январю 1945 года младший сержант Иван Фомичёв командовал пулемётным расчётом 1030-го стрелкового полка 260-й стрелковой дивизии 47-й армии 1-го Белорусского фронта. Отличился во время освобождения Польши. 16 января 1945 года расчёт Фомичёва участвовал в боях на плацдарме на западном берегу Вислы. Выдвинувшись со своим пулемётом вперёд, Фомичёв вёл огонь по противнику. Когда пулемёт вышел из строя, он продолжал отбиваться гранатами, заставив немецкие части отступить.
Указом Президиума Верховного Совета СССР от 24 марта 1945 года за «отвагу и мужество, проявленные в Висло-Одерской операции», младший сержант Иван Фомичёв был удостоен высокого звания Героя Советского Союза с вручением ордена Ленина и медали «Золотая Звезда» за номером 5229.
В 1946 году в звании старшины Фомичёв был демобилизован. Проживал и работал в родном селе. Умер 25 июня 1980 года, похоронен в Турково.
Был также награждён орденом Отечественной войны 2-й степени и рядом медалей.